# 古特韦尔尼斯
古特韦尔尼斯（法語：Goutevernisse，法語發音：[ɡutvɛʁnis]）是法国上加龙省的一个市镇，属于米雷区。

## 地理
古特韦尔尼斯（43°12'43"N, 1°10'15"E）面积4.69 平方千米，位于法国奧克西塔尼大區上加龙省，该省份为法国西南部内陆省份，西南端与西班牙接壤，自此顺时针与上比利牛斯省、热尔省、塔恩-加龙省、塔恩省、奥德省和阿列日省接壤。
与古特韦尔尼斯接壤的市镇（或旧市镇、城区）包括：加龙河畔圣于连、加龙河畔让萨克、蒙泰斯基厄沃尔韦斯特尔、里约沃尔韦斯特、圣克里斯托。

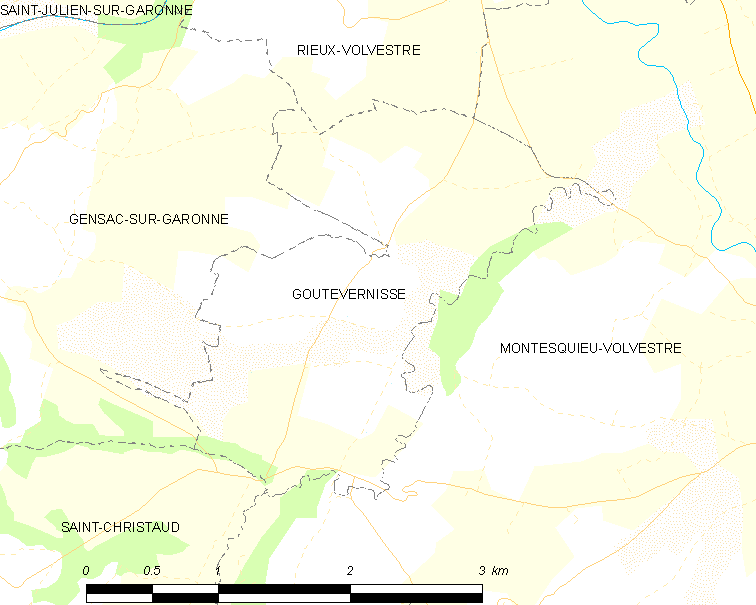
古特韦尔尼斯的OSM定位图

古特韦尔尼斯的时区为UTC+01:00、UTC+02:00（夏令时）。

## 行政
古特韦尔尼斯的邮政编码为31310，INSEE市镇编码为31225。

## 政治
古特韦尔尼斯所属的省级选区为欧特里沃县。

## 人口

1962-2008年间古特韦尔尼斯人口变化图示

古特韦尔尼斯于2022年1月1日时的人口数量为186人。